# قینر علیا
قینر علیا، روستایی است از توابع بخش صفائیه و در شهرستان خوی استان آذربایجان غربی ایران.

## جمعیت
این روستا در دهستان سکمن‌آباد قرار داشته و بر اساس سرشماری سال ۱۳۸۵ جمعیت آن ۱۸۴ نفر (۳۰ خانوار)
بوده‌است.